# Lionella Cattalini
Lionella Cattalini (Villa Cañas, Santa Fe, 2 de mayo de 1986) es una abogada, feminista y política argentina, perteneciente al Partido Socialista. En 2019 asumió como diputada provincial de Santa Fe y en 2023 renovó la banca. Pertenece al Bloque del Unidos para Cambiar Santa Fe. En la Cámara de Diputados de Santa Fe preside la comisión de Industria, Comercio y Turismo e integra las de Seguridad Pública, Presupuesto y Hacienda, Género, Mujeres y Diversidad y la Comisión Bicameral de Acuerdos.

## Formación académica
En el año 2004 se mudó a Rosario para comenzar sus estudios superiores en la Facultad de Derecho de la Universidad Nacional de Rosario donde se recibió de abogada en el año 2009. Durante su carrera se desempeñó como Ayudante en la cátedra Civil I y fue adscripta en la cátedra Derecho Procesal Penal. Una vez egresada continuó su formación académica realizando un Posgrado de especialización en Derecho Penal en la Universidad Nacional de Rosario y otro de Especialización en Criminología en la Universidad Nacional de Quilmes.

## Militancia universitaria
Paralelamente al comienzo de sus estudios, Lionella comenzó su militancia universitaria en la agrupación Defendamos Nuestra Identidad (DNI), del Movimiento Nacional Reformista, brazo universitario del Partido Socialista. 
En el año 2007 fue elegida Consejera Directiva por el claustro estudiantil en la Facultad de Derecho. Al año siguiente, se convirtió en la Secretaria General del Centro de Estudiantes, luego de que la Agrupación DNI ganara las elecciones. 
En el último año de su carrera fue electa Consejera Superior de la Universidad Nacional de Rosario.

## Cargos públicos
Del año 2015 al 2019, durante la intendencia de Mónica Fein, Lionella formó parte del gabinete municipal de la ciudad de Rosario como Coordinadora del Plan Abre. Un plan modelo de referencia a nivel nacional e internacional, que contempló la agenda social de los grandes centros urbanos de la provincia y sus áreas metropolitanas, impulsando la construcción colectiva de decisiones entre la ciudadanía, el Estado provincial y los municipios.
El 5 de diciembre de 2019 asumió como diputada provincial de Santa Fe al ganar la lista que encabezaba Miguel Lifschitz con el 38,7% de los votos.
En febrero de 2020 fue elegida para presidir la comisión de Derechos y Garantías.
Durante su primer mandato presentó el proyecto de Ley de Paridad que garantiza la participación equitativa de hombres y mujeres para acceder a cargos públicos. Ley que fue votada y aprobada por sus pares el 22 de octubre de 2020.
La normativa establece que la conformación de las listas de personas precandidatas y las alianzas electorales que presenten los partidos políticos para elecciones provinciales, municipales, comunales y de convencionales constituyentes de la provincia de Santa Fe deberá contener un 50 por ciento de cada género, ubicando de manera intercalada y consecutiva a mujeres y varones desde la primera candidatura hasta la última.
Además, extiende la paridad de género a los ámbitos de participación política partidaria, los cargos políticos en ministerios y secretarías de Estado del Poder Ejecutivo, entidades autárquicas, organismos descentralizados, empresas del Estado provincial, sociedades del Estado provincial, sociedades anónimas con participación estatal provincial mayoritaria, sociedades de economía mixta, en todo otro ente público provincial, cualquiera fuere su forma u origen, y en los consejos, asociaciones y colegios profesionales.
En el año 2021 denunció al gobernador de Santa Fe, Omar Perotti, por la entrega de 80 millones de pesos en concepto de subsidio al club Sportivo Norte de Rafaela en menos de un año.
Como presidenta de la Comisión de Derechos y Garantías de la Cámara de Diputados, Lionella presentó en 2021 la Ley de Emergencia de Seguridad cuya aprobación le habilitó al gobernador Omar Perotti fondos específicos por 3.300 millones de pesos para fortalecer las políticas de seguridad en medio de la crisis de violencia extrema que atraviesa la provincia. El ministro de Seguridad tiene que presentarse cada seis meses ante la Legislatura para rendir cuentas sobre el uso de los fondos. 